# Iperstaticità

Esempio di sistema iperstatico

L'iperstaticità, nell'ambito della scienza delle costruzioni e della meccanica, indica che un generico corpo nello spazio possiede un numero di gradi di vincolo superiore al numero dei suoi gradi di libertà.

## Esempio monodimensionale
Un treno che viaggia su rotaia possiede un grado di libertà, e quindi rappresenta una struttura labile. Le sue ruote rappresentano un vincolo di tipo "carrello" detto anche appoggio semplice.
Se agisce un freno (di una sola ruota), dopo un breve tempo il treno si ferma: la ruota frenata rappresenta una cerniera, rendendo la struttura isostatica. Se i freni sono più di uno i vincoli aumentano, rendendo la struttura iperstatica.

## Esempio bidimensionale
Una bicicletta viaggia su una strada d'asfalto.
La sua posizione è individuata dalla posizione delle due ruote, le due coordinate della ruota anteriore ed una delle due coordinate della ruota posteriore. La seconda coordinata potrà essere calcolata conoscendo la lunghezza della bicicletta (dato che è un corpo rigido).
La bicicletta ha 3 gradi di libertà. Per fermarla basterebbe introdurre 3 gradi di vincolo. Ad esempio frenando una delle due ruote (fissare due coordinate significa privare la bicicletta di due gradi di libertà, o conferire due gradi di vincolo) e bloccando la rotazione del manubrio (terzo grado di vincolo) basterebbe per rendere
il telaio della bicicletta isostatico. Se si bloccano entrambe le ruote ed il manubrio la struttura diventa iperstatica.

## Esempio tridimensionale
Il nostro braccio teso, fermo, è una mensola nello spazio, incastrata all'altezza della spalla. Il fatto che la spalla sia immobile rispetto al suolo implica che le sue tre coordinate spaziali siano fisse. I muscoli e tendini fanno in modo che l'angolo (azimutale e zenitale) fra braccio e busto rimanga invariato. In questo modo la struttura è isostatica, proprio come un'asta incastrata al suolo. Se oltre a ciò la mano afferrasse un corrimano, si aggiungerebbero altri vincoli, per cui il braccio verrebbe ancor più immobilizzato nella sua posizione.
Da notare che se si trattasse di un braccio telescopico meccanico, nel caso isostatico esso potrebbe liberamente estendersi, nel caso iperstatico la sua estensione verrebbe ostacolata.

## Considerazioni
- La particolarità delle strutture iperstatiche è che i vincoli sono sovrabbondanti ai fini dell'equilibrio statico.
- Se per una qualunque ragione un vincolo non dovesse funzionare, la struttura non diventerebbe labile, ovvero suscettibile di movimento, senza alcun rischio immediato di collasso (totale o parziale).
- Il notevole svantaggio di una struttura iperstatica è che spesso mal sopporta le sollecitazioni termiche, dato che ostacola il libero movimento della dilatazione, generando stati di coazione interna.

Spesso gli edifici di civile abitazione sono tipicamente strutture iperstatiche a telaio tridimensionale in calcestruzzo armato, che consentono di resistere alla soppressione di uno o più vincoli senza conseguenze troppo catastrofiche. Si instaura un meccanismo di supplenza dei vincoli vicini, adattamenti plastici e vistose deformazioni, che consentono da una parte di allarmare gli inquilini e consentire la fuga, ma producono spesso fastidiose fessurazioni anche in caso di piccoli assestamenti innocui per la sicurezza.